# Heinrich Tønnies
Heinrich Tønnies nato Johan Georg Heinrich Ludwig Tönnies (Grünenplan, 10 maggio 1825 – Aalborg, 11 dicembre 1903) è stato un fotografo danese, di origini tedesche.

## Biografia
Tønnies aveva imparato pittura e intaglio del vetro prima di avventurarsi con il dagherrotipo, una volta emigrato in Danimarca nel 1847. Prima frequentò lo studio del tedesco Frisch ad Aalborg e quindi quello di Wilhelm Schrøder a Copenaghen. La piena affermazione ad Aalborg della sua attività avvenne nel 1856, dopo aver acquistato l'atelier di Frisch, pubblicizzando il proprio studio, principalmente, come ritrattista con le famose e ricercate carte de visite ma, a differenza di quasi tutti i fotografi contemporanei, egli ebbe il merito di fotografare le persone in abiti da lavoro, cosa insolita per l'epoca. 
Molti sono anche i ritratti dei soldati in partenza per la seconda guerra dello Schleswig del 1864. Fu anche un abile fotografo di paesaggi, in particolare della costruzione del primo ponte ferroviario sul Limfjorden nel 1874 che aveva ripreso con una macchina gigante acquistata nel 1865. Spesso si recava a Berlino per acquisire le ultime novità e comprare i più recenti ritrovati chimici e le nuove macchine fotografiche con i quali faceva ritorno a casa.
Alla sua morte lasciò 170 000 lastre di vetro. Il suo archivio fotografico, le attrezzature d'epoca e gli interni dello studio si trovano presso l'"Archivio di storia locale" di Aalborg. I suoi discendenti hanno tenuto aperto lo studio fino al 1974. Dalla tomba si evince che fu sposato con Caroline Emma Müller.

## Galleria d'immagini

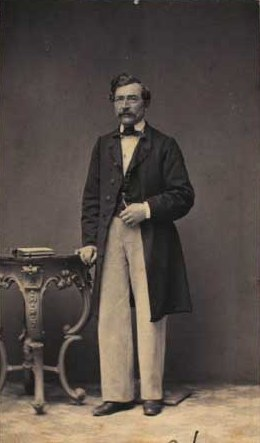
Il pittore paesaggista danese Niels Grønbek Rademacher (1812-1885), 1850-60
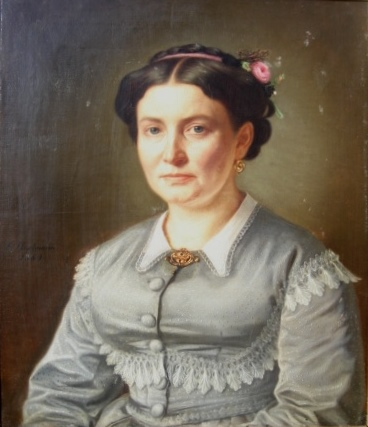
Dipinto della moglie Caroline Emma Müller, 1869, opera di Leopold Hartmann
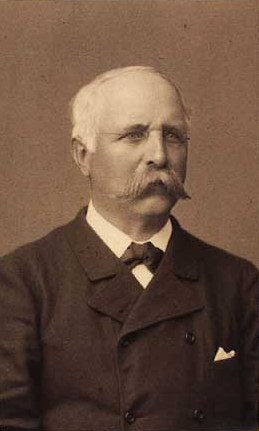
Ufficiale danese e direttore dell'ospedale Frederik Carl Gustav Schøller, 1882
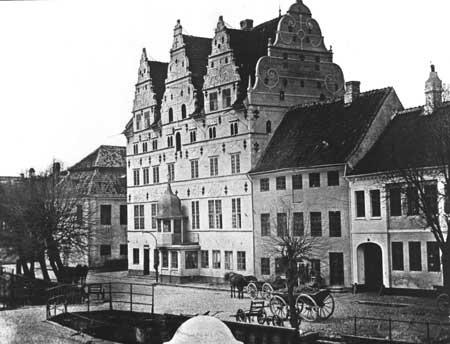
La casa in pietra di Jens Bang ad Aalborg, intorno al 1890
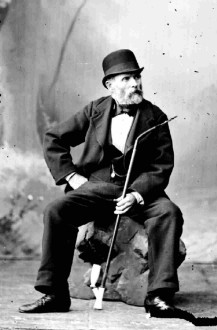
Autoritratto, senza data
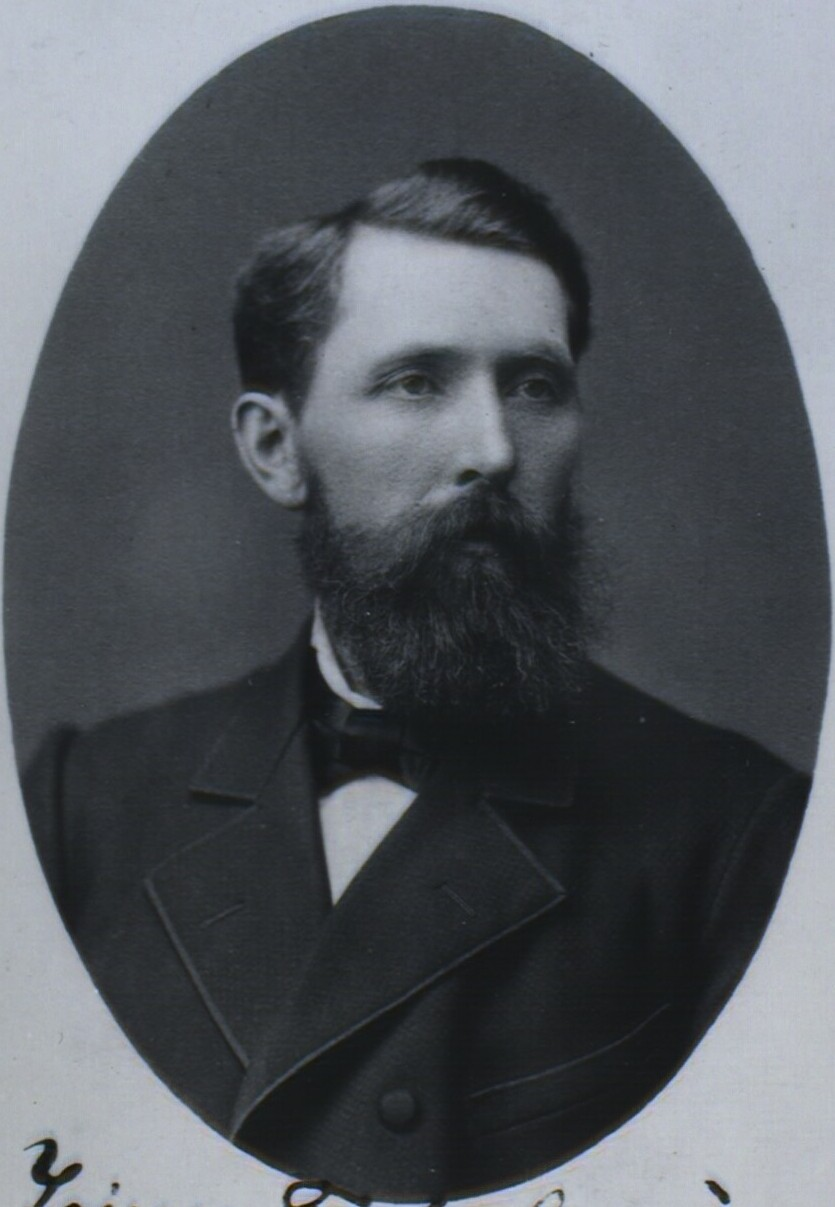
Il preside Jørgen Terkelsen, senza data